# Фосфид лития
Фосфид лития — бинарное неорганическое соединение
лития и фосфора с формулой Li3P,
красно-коричневые кристаллы.

## Получение
- Нагревание красного фосфора и лития в атмосфере аргона:

{\displaystyle {\mathsf {3Li+P\ {\xrightarrow {680^{o}C}}\ Li_{3}P}}}

## Физические свойства
Фосфид лития образует красно-коричневые кристаллы
гексагональные сингонии,
пространственная группа P 63/mmc,
параметры ячейки a = 0,4264 нм, c = 0,7579 нм, Z = 2.